# Cyclops naviculus
Cyclops naviculus – gatunek widłonoga z rodziny Cyclopidae, nazwa naukowa gatunku została po raz pierwszy opublikowana w 1818 roku przez amerykańskiego biologa Thomasa Saya.